# Endospermum diadenum
Endospermum diadenum är en törelväxtart som först beskrevs av Friedrich Anton Wilhelm Miquel, och fick sitt nu gällande namn av Airy Shaw. Endospermum diadenum ingår i släktet Endospermum och familjen törelväxter. Inga underarter finns listade i Catalogue of Life.